# Păltinoasa
Păltinoasa é uma comuna romena localizada no distrito de Suceava, na região de Bucovina. A comuna possui uma área de 36.70 km² e sua população era de 5807 habitantes segundo o censo de 2007.